# Nørup Sogn
Nørup Sogn er et sogn i Grene Provsti (Ribe Stift).
Randbøl Sogn blev i 1679 anneks til Nørup Sogn, men blev i 1874 igen et selvstændigt pastorat. Begge sogne hørte til Tørrild Herred i Vejle Amt. I slutningen af 1800-tallet var de hver sin sognekommune. Ved kommunalreformen i 1970 blev både Nørup og Randbøl indlemmet i Egtved Kommune, der ved strukturreformen i 2007 indgik i Vejle Kommune.
I Nørup Sogn ligger Nørup Kirke.
I sognet findes følgende autoriserede stednavne:
- Engelsholm Mark (bebyggelse)
- Førstballe (bebyggelse, ejerlav)
- Gødding Huse (bebyggelse)
- Kongsdal (bebyggelse)
- Lihmskov (bebyggelse, ejerlav)
- Lille Lihme (bebyggelse, ejerlav)
- Mørup (bebyggelse, ejerlav)
- Mørup Mark (bebyggelse)
- Ny Nørup (bebyggelse)
- Nørup (bebyggelse, ejerlav)
- Nørupdal (bebyggelse)
- Randbøldal (bebyggelse)
- Rodal (bebyggelse)
- Småkær (bebyggelse)
- Store Lihme (bebyggelse, ejerlav)
- Store Lihme Østermark (bebyggelse)
- Sødover (bebyggelse, ejerlav)
- Sødover Mark (bebyggelse)
- Trollerup (bebyggelse, ejerlav)
- Tørrild (bebyggelse, ejerlav)